# Гиг III д’Альбон
Гиг III Старый (род. между 1050 и 1060 — 21 декабря 1125) — граф Альбона с 1079 года. Сын Гига II д’Альбон и Петронелы Туринской.

## Биография

### Правление
В 1079 году наследовал отцу, в следующем году разделил вместе с Умбертом II Савойским графство Вьенн, прежде находившееся во владении архиепископов.
В 1091 г. один из наследников Аделаиды Сузской - своей бабки.
Гиг Старый много лет враждовал с епископом Гренобля Гуго де Шатонёфом, обвинявшим его в захвате церковных земель Грезиводана. В 1099 году они заключили соглашение, по которому спорные земли утверждались за епархией, а Гуго де Шатонёф признавал власть Гига в графстве Гренобль, за исключением самого города.

### Семья
В 1095 году Гиг женился на Матильде, дочери Рожера I Сицилийского. У них было трое сыновей и три дочери:
- Гиг (умер в детстве)
- Гиг IV Дофин (1090/1100, погиб в бою в  1142) — граф д’Альбон
- Умберт д'Альбон (ум. 26 июня 1147) — архиепископ Вьенна
- Гарсенда, жена Гильома III де Форкалькье
- Матильда (1112/16 - не ранее 1148), с 1135 жена Амадея III Савойского
- Беатриса, жена Жоссерана де Ди (ок. 1095—1147).